# 长河源镇
长河源乡，是中华人民共和国四川省资阳市安岳县下辖的一个乡镇级行政单位。2019年12月，撤销团结乡，将其所属行政区域划归长河源镇管辖。

## 行政区划
长河源乡下辖以下地区：
建设社区、玉莲村、灯虹村、新平村、钟坡村、保乡村、雷坡村、黑塘村、水阁村、保泉村、石锣村、金银村、小沟村、石盆村、金堂村、小安镇村、银河村和青石村。